# Fred W. Parks
Fred W. Parks (* 1. September 1871 in Geneseo, Livingston County, New York; † 25. Juli 1941 in Denver) war ein US-amerikanischer Jurist und Politiker. Von 1898 bis 1902 und von 1905 bis 1908 war er Senator, von 1905 bis 1907 außerdem Vizegouverneur des Bundesstaates Colorado unter Gouverneur Jesse Fuller McDonald.

## Leben
Parks besuchte zunächst die New York State Normal School. Im Alter von 16 Jahren kam er nach Cañon City in Colorado. Hier arbeitete er für den späteren Gouverneur James Peabody. Ab 1889 zog er in Colorados Hauptstadt Denver, wo er für eine Versicherungsagentur arbeitete. 1891 gründete er seine eigene Agentur, die er zwei Jahre später verkaufte. In Denver hatte er zugleich Recht an der University of Denver und dann an der Colorado State University Boulder studiert. 1895 bestand er sein Examen und wurde als Anwalt zugelassen. Gemeinsam mit Ben Lindsey betrieb er eine Kanzlei, bis Lindsey 1901 zum Richter gewählt wurde.
Als Mitglied der Republikanischen Partei wurde Parks 1897 Sekretär des Silver Republican Central Committee of Arapahoe County und 1898 in den Senat von Colorado gewählt. 1901 ernannte ihn Gouverneur James Orman zum Chef der öffentlichen Verwaltung von Arapahoe County. 1904 wurde Parks erneut zum Senator gewählt und amtierte 1905/6 als Präsident pro tempore des Senats. 1905 wurde er als Vizegouverneur Stellvertreter von Gouverneur Jesse Fuller McDonald. Für eine Amtsperiode hatte Parks das Amt des Staatsanwaltes für Arapahoe County inne und wurde 1907 dort zum County Commissioner gewählt. Von 1907 bis 1910 war er Vorsitzender des Denver Central Committee der Republikaner.
Nach seiner politischen Amtszeit praktizierte Parks weiter als Anwalt und vertrat einige der größeren Versorgungsunternehmen von Colorado. Im Juni 1924 nahm er als Delegierter an der Republican National Convention in Cleveland teil, auf der Präsident Calvin Coolidge zur Wiederwahl nominiert wurde.